# Pietro Buratti
Pietro Buratti (Venezia, 13 ottobre 1772 – Sambughè, 20 ottobre 1832) è stato un poeta italiano.

## Biografia
Figlio di Petronio e dell'olandese Vittoria Van Uregarden, proveniva da una ricca famiglia di banchieri di origine bolognese. Fu educato unicamente dalla madre, donna bigotta e rigida, in quanto il padre era più dedito alla mondanità che alla famiglia e agli affari.
Ebbe un precettore piuttosto mediocre (A. Bagozzi, ex gesuita) che tuttavia gli suscitò la passione per la poesia. Questi studi superficiali si interruppero a diciott'anni, quando iniziò a lavorare come fattorino e copialettere nella banca di famiglia. Mantenne questa mansione sino ai trent'anni, conducendo sempre un'esistenza disordinata, incline agli sperperi, alle feste e ai facili amori.
Qualche tempo dopo la caduta della Serenissima (1797), la famiglia tornò a Bologna, ma Pietro non volle seguirla. A detta sua, era troppo affezionato a Venezia, città in cui fioriva la tradizione letteraria vernacola in dialetto (a cui da tempo si era accostato). Più probabilmente, la lontananza della famiglia gli permetteva una vita più libera e spensierata, potendo peraltro godere di un assegno di duemila ducati. Da questo momento visse completamente in ozio, impegnato in varie vicende amorose, oltre che come cavalier servente della contessa Porzia, e distinguendosi nell'alta società come personaggio comico e irriverente, pozzo inesauribile di versi satirici se non osceni.
Nel 1816 prese l'improvvisa decisione di sposare la sua governante, Arcangela Maria Brinis, dalla quale ebbe quattro figli (Petronio, Cornelia, Vittoria e Antonio). Qualche mese dopo partì per Bologna sapendo che il padre era morente, ma lo raggiunse quando era già deceduto. Gli lasciò un'eredità molto esigua: lo stesso Buratti ne individuò la causa in un suo componimento in cui lo scherniva per i suoi amori di ultrasettantenne; certamente i motivi erano più profondi, da rimandare al rifiuto del poeta di seguire la famiglia a Bologna.
Il matrimonio e i figli fecero del Buratti una persona più seria e prudente. Acquistò un podere a Zero Branco e una villa a Sambughè, sul Terraglio, dove cominciò a trascorrere lunghe e frequenti villeggiature.

## Letteratura
La prima produzione del Buratti fu soprattutto in lingua italiana e improntata su un classicismo decisamente convenzionale. Di questo periodo, la sola pubblicazione fu una traduzione dell'Ester di Jean Racine (1795).
Alcune sue opere, musicate da Giovanni Battista Perucchini, divennero note canzoni popolari.